# Rudkhan-kasteel

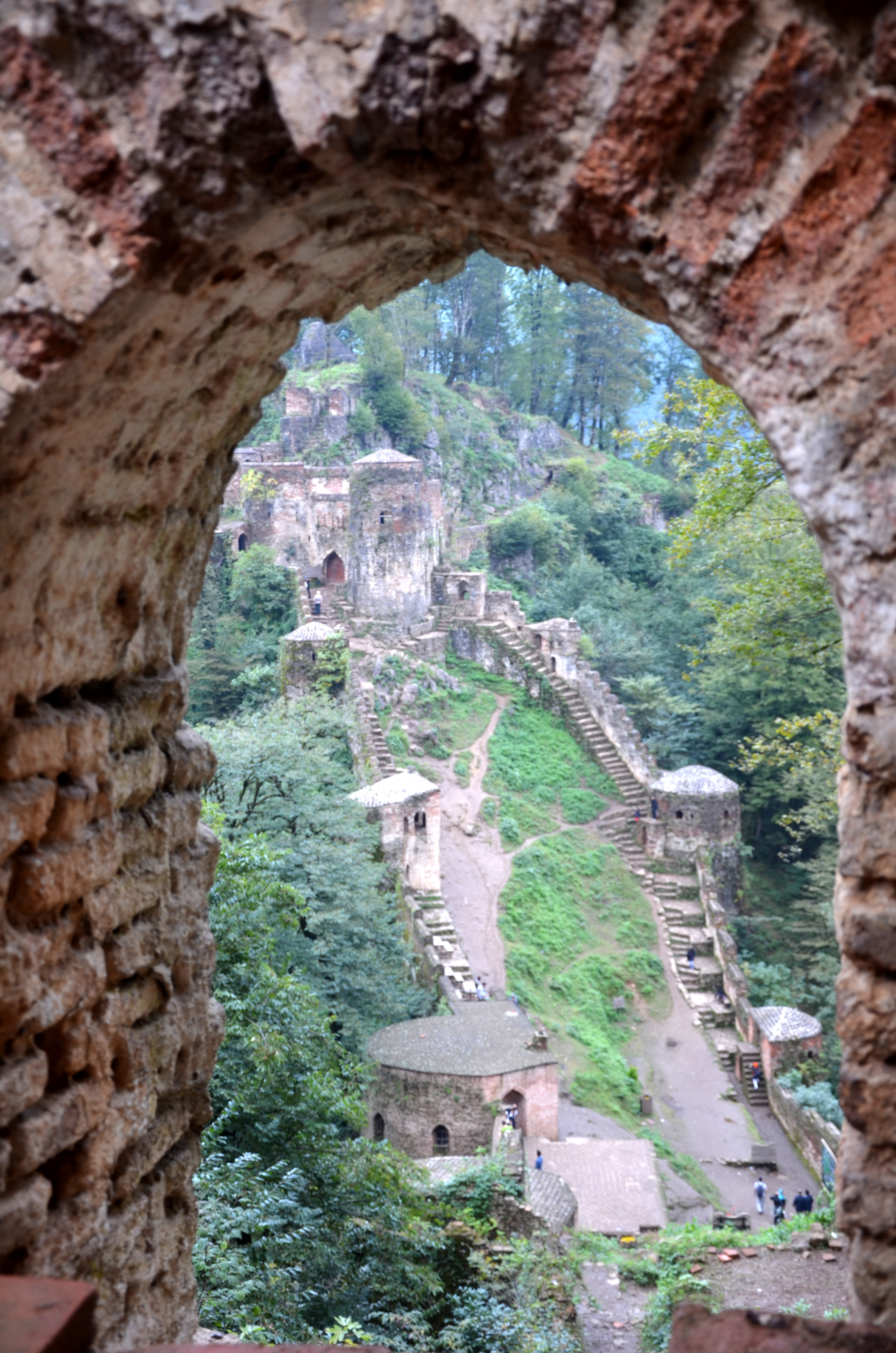

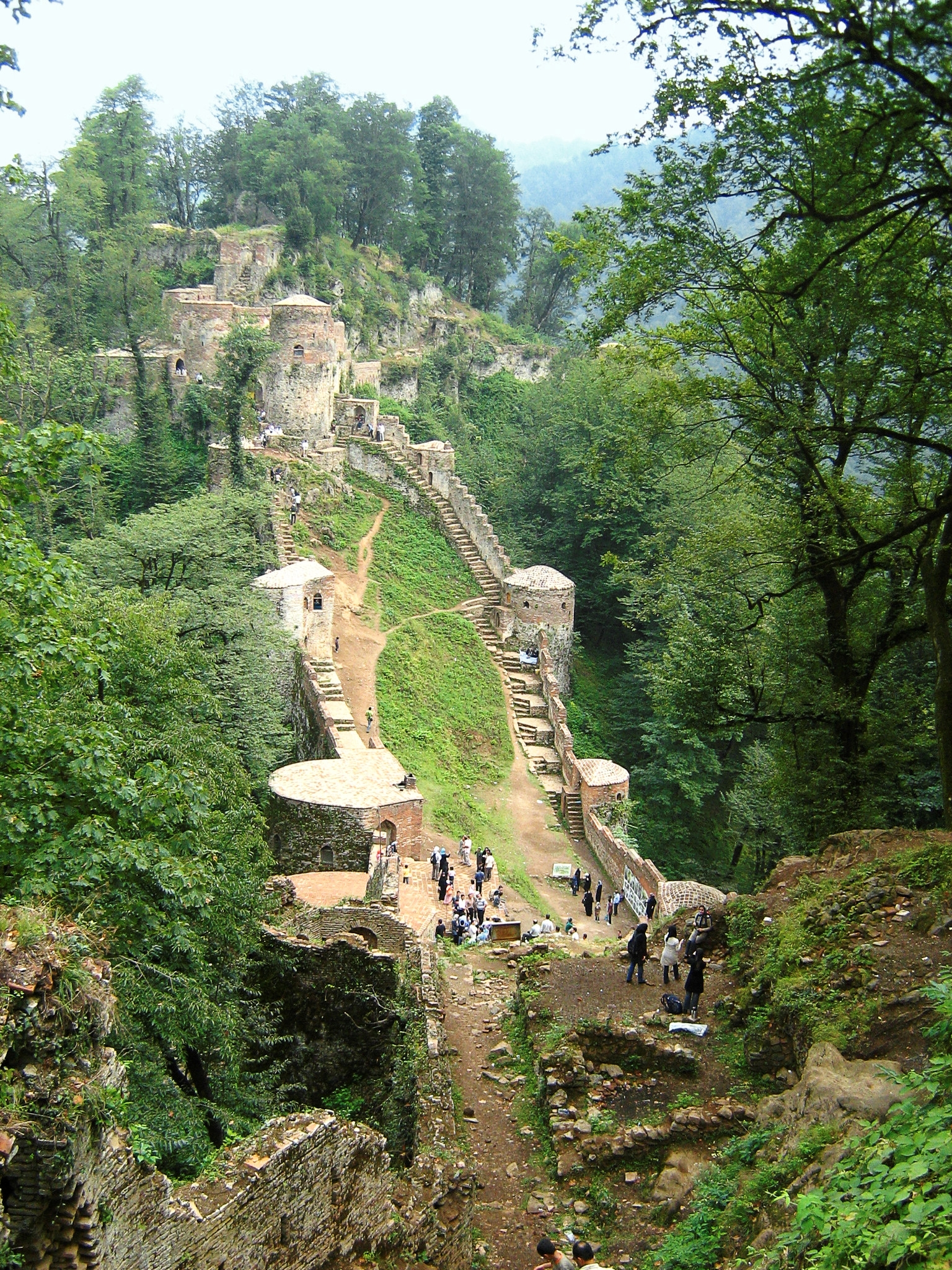
Rudkhan-kasteel

Rudkhan-kasteel is een middeleeuws kasteel in Iran, gebouwd van baksteen en natuursteen.
Het kasteel is 25 kilometer ten zuidwesten van de stad Fouman gelegen in het noorden van Iran (Gilan provincie). Het is een militair complex dat tijdens de Seltsjoekendynastie werd gebouwd door volgelingen van het Ismaïlisme. Het kasteel is gebouwd op twee uiteinden van een bergrug, met een oppervlakte van 2,6 hectare. De architecten hebben geprofiteerd van de natuurlijke bergachtige ligging tijdens de bouw van het fort.

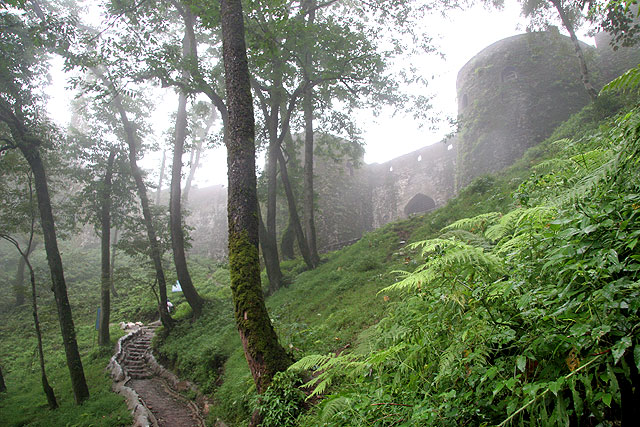
Wandelpad naar Rudkhan-kasteel

In de buurt van het Rudkhan-kasteel ontspringt een rivier en stroomt in noordelijke richting. 
Na het bewandelen van een bergachtige bochtige route door dichte bossen is het eerste wat men ziet de grote toegangspoort van het kasteel. 
Het Rudkhan-kasteel ligt op twee toppen van een bergrug op een hoogte van 670 tot 715 meter en bevat sterke vestingwerken en kantelen bij een lengte van 1.550 meter. Het kasteel heeft 42 torens die nog steeds intact zijn.

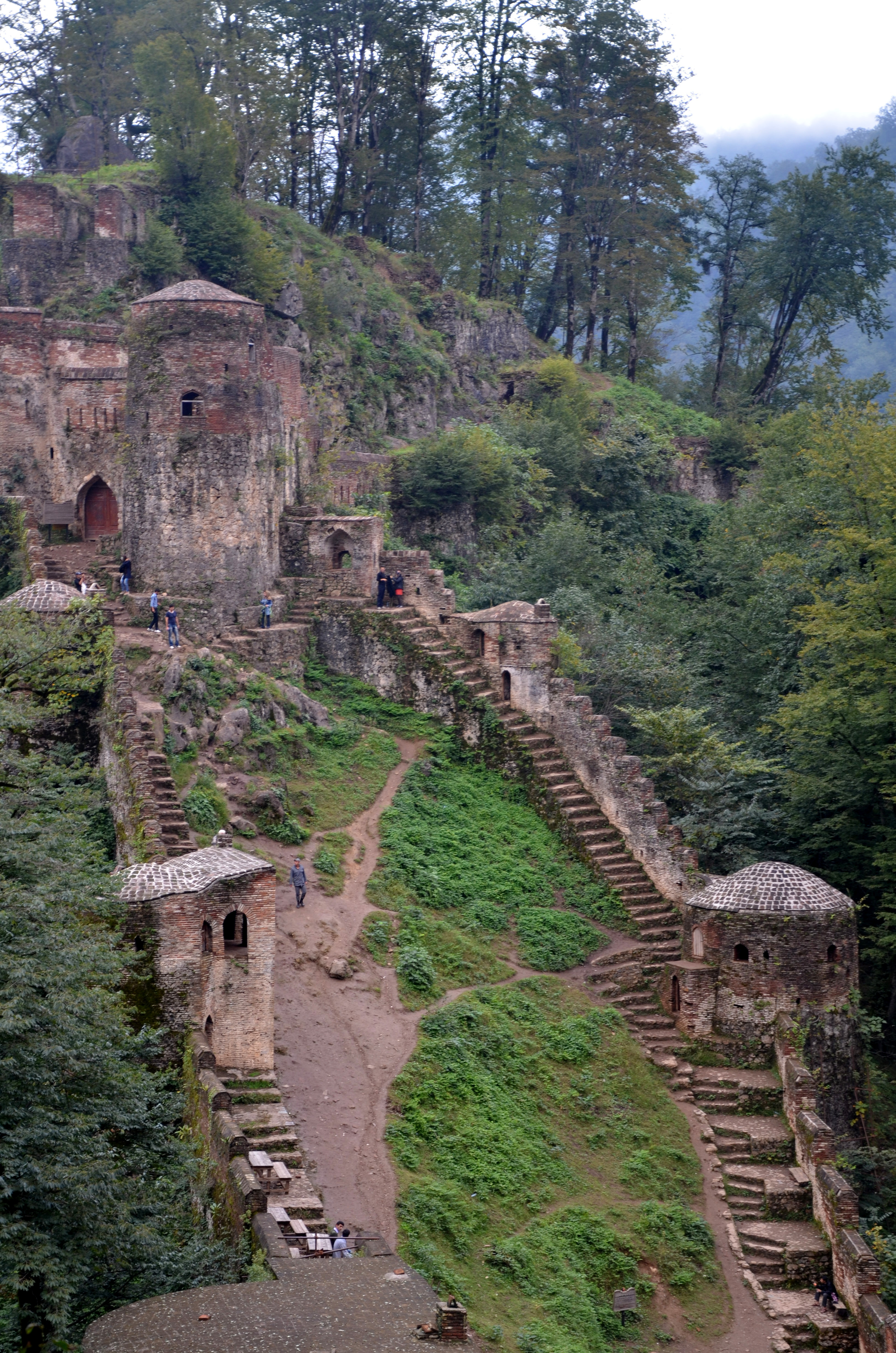
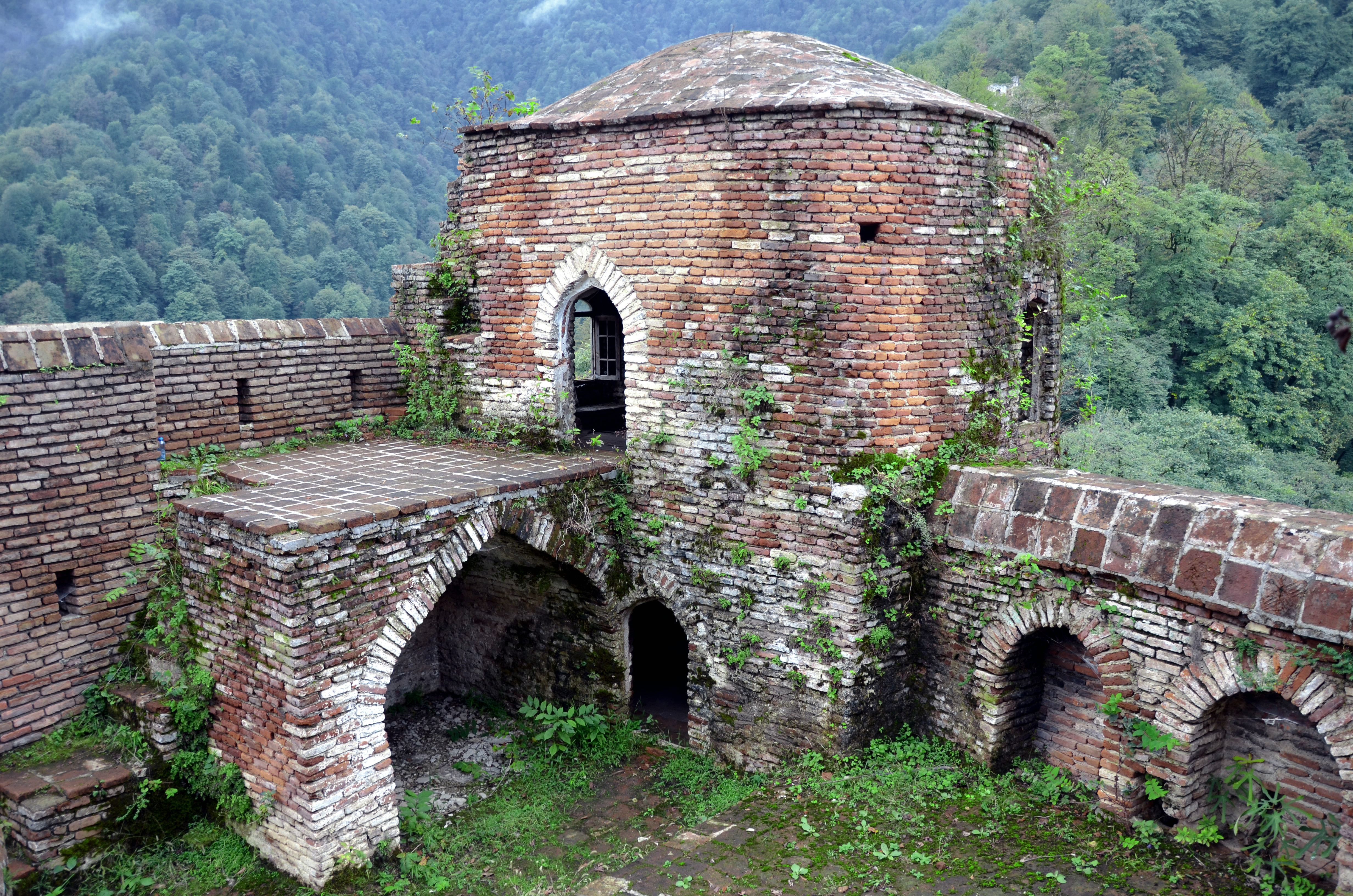
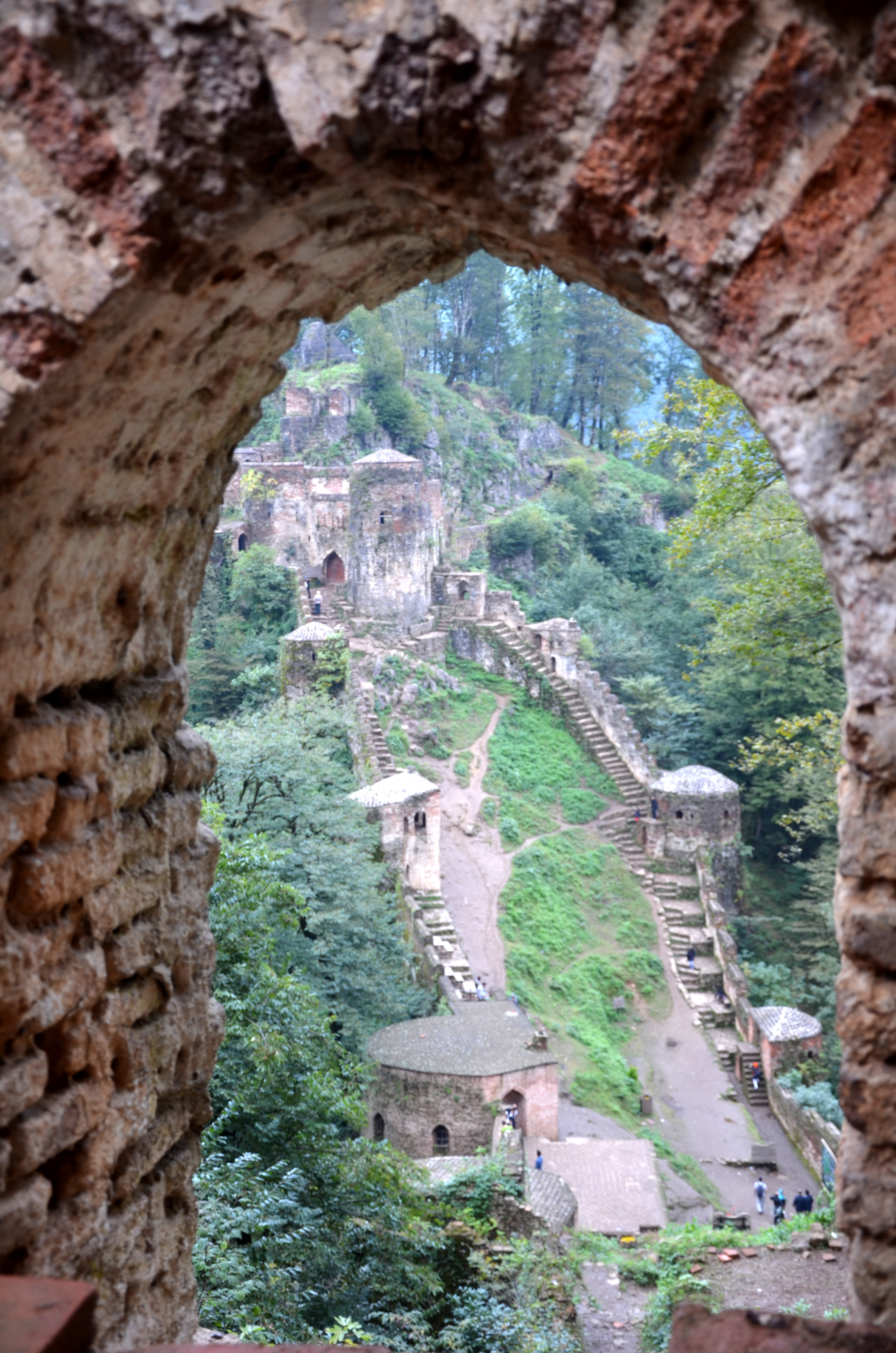
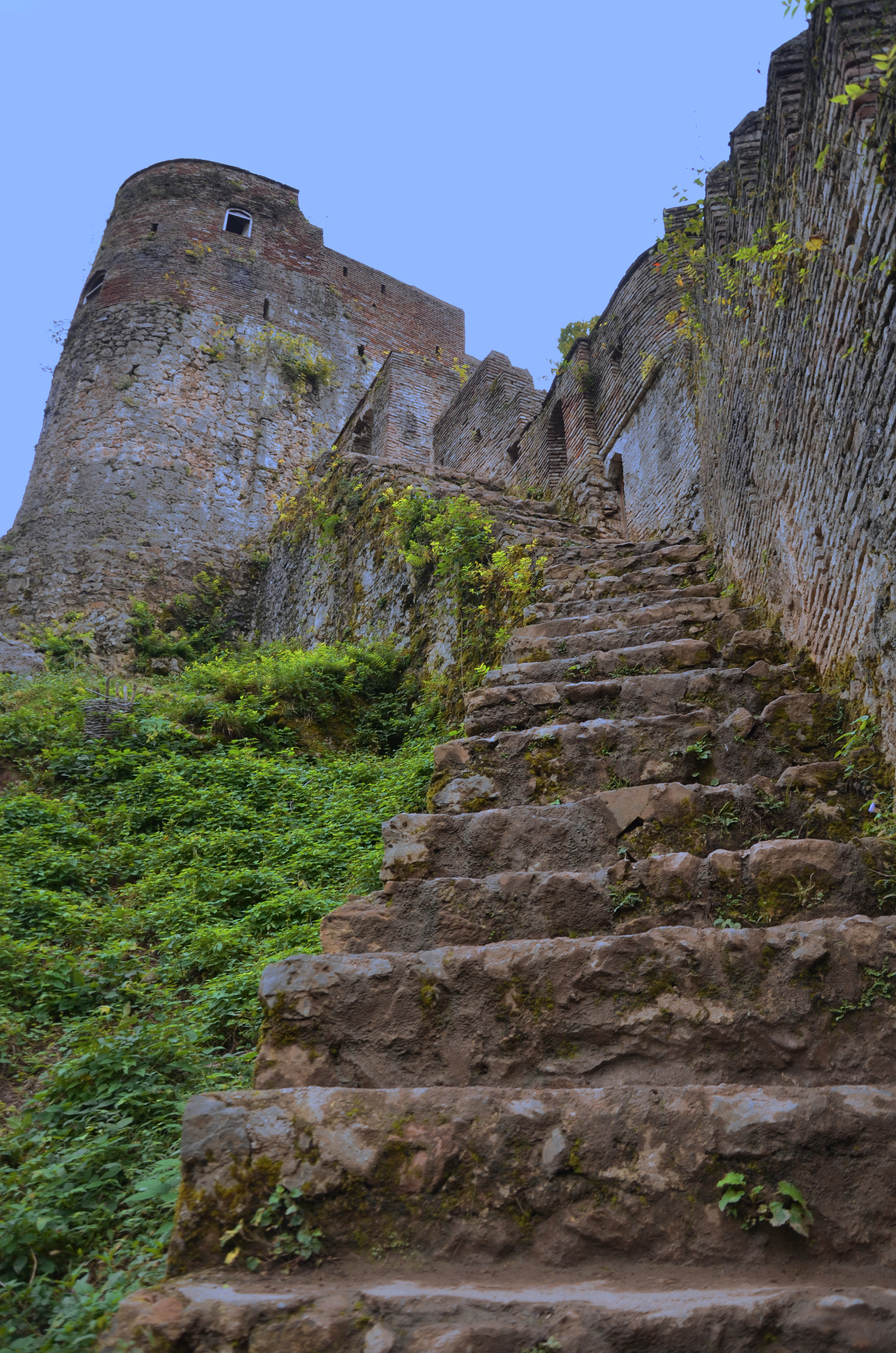
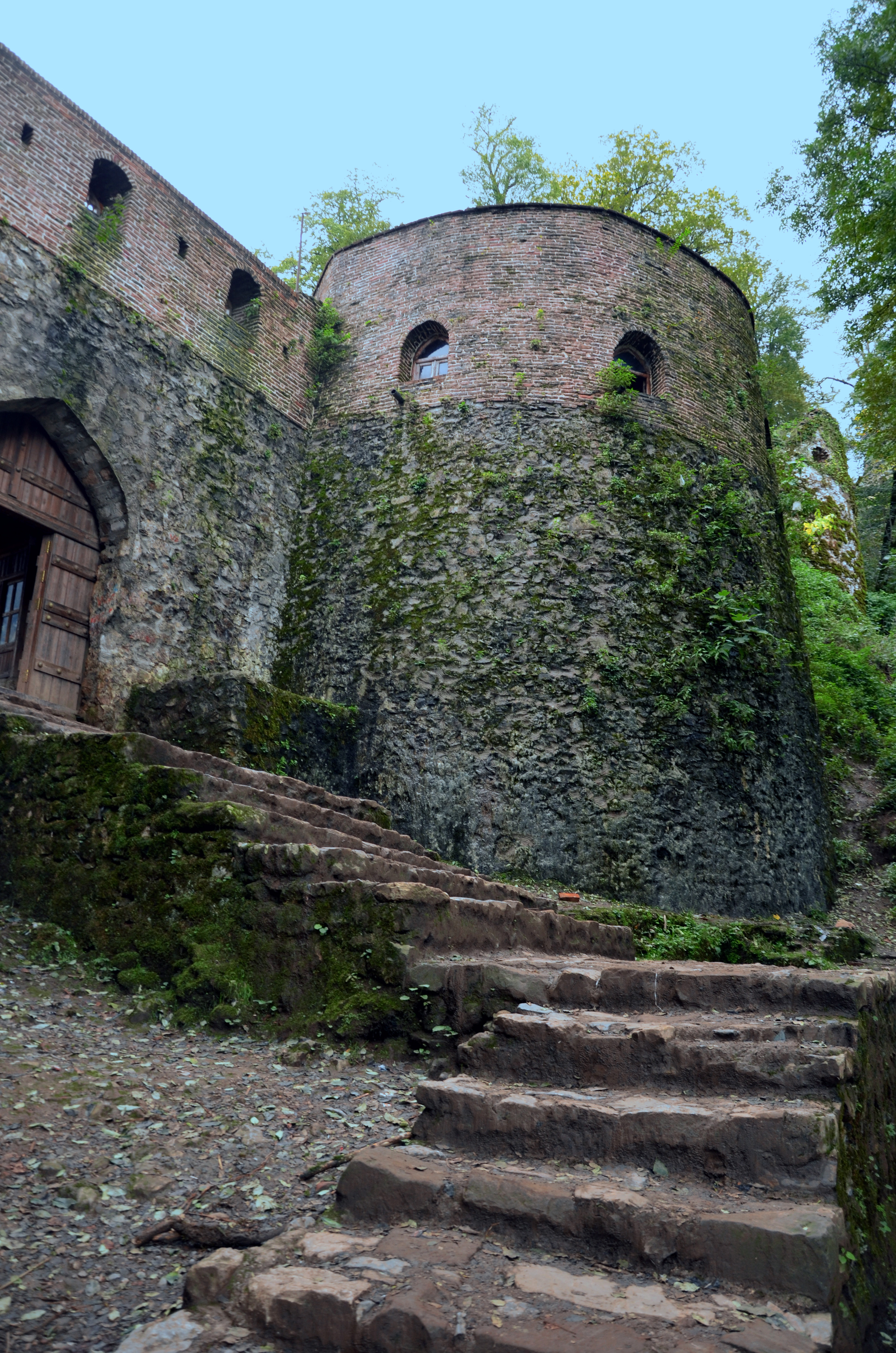
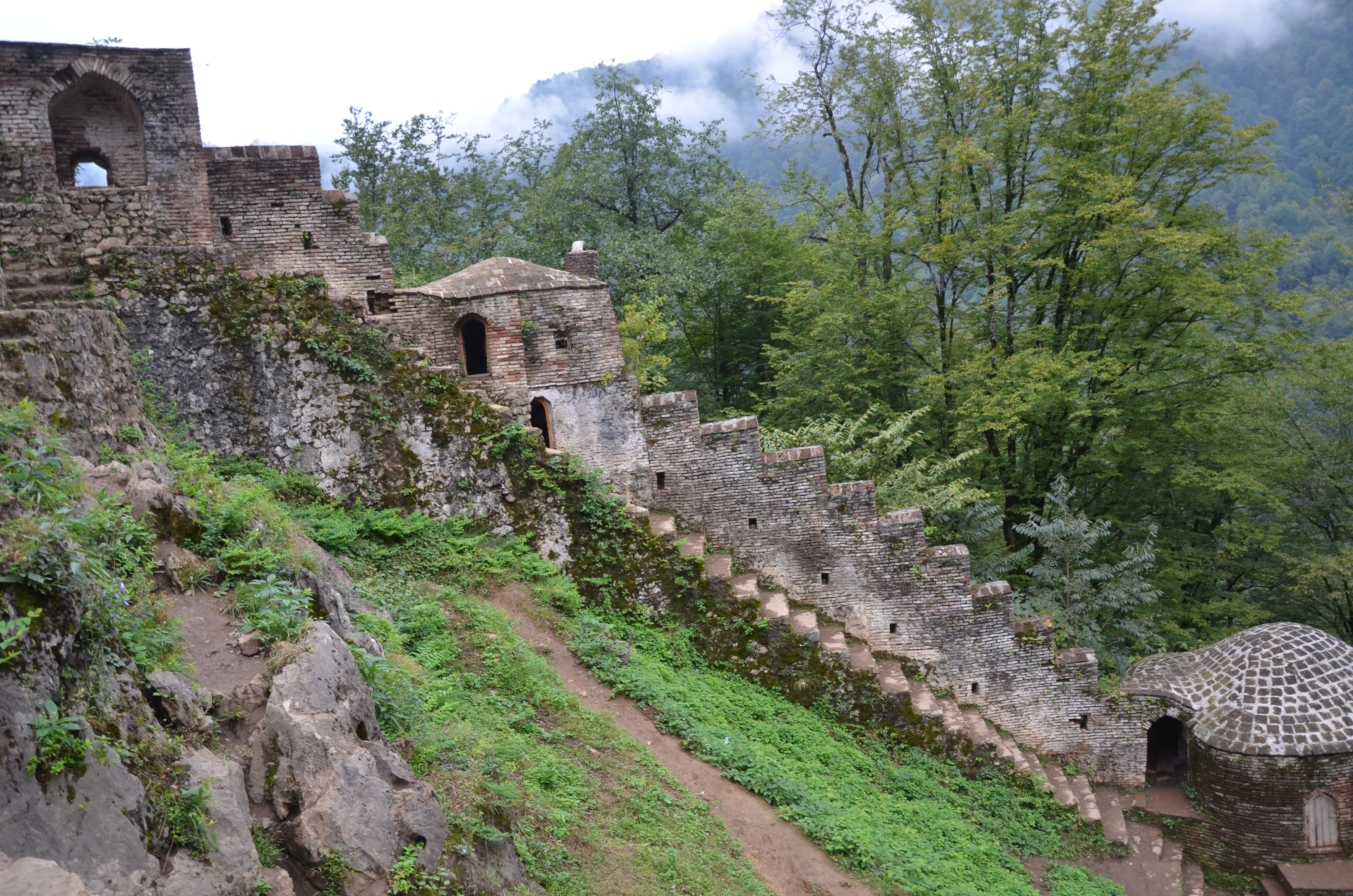
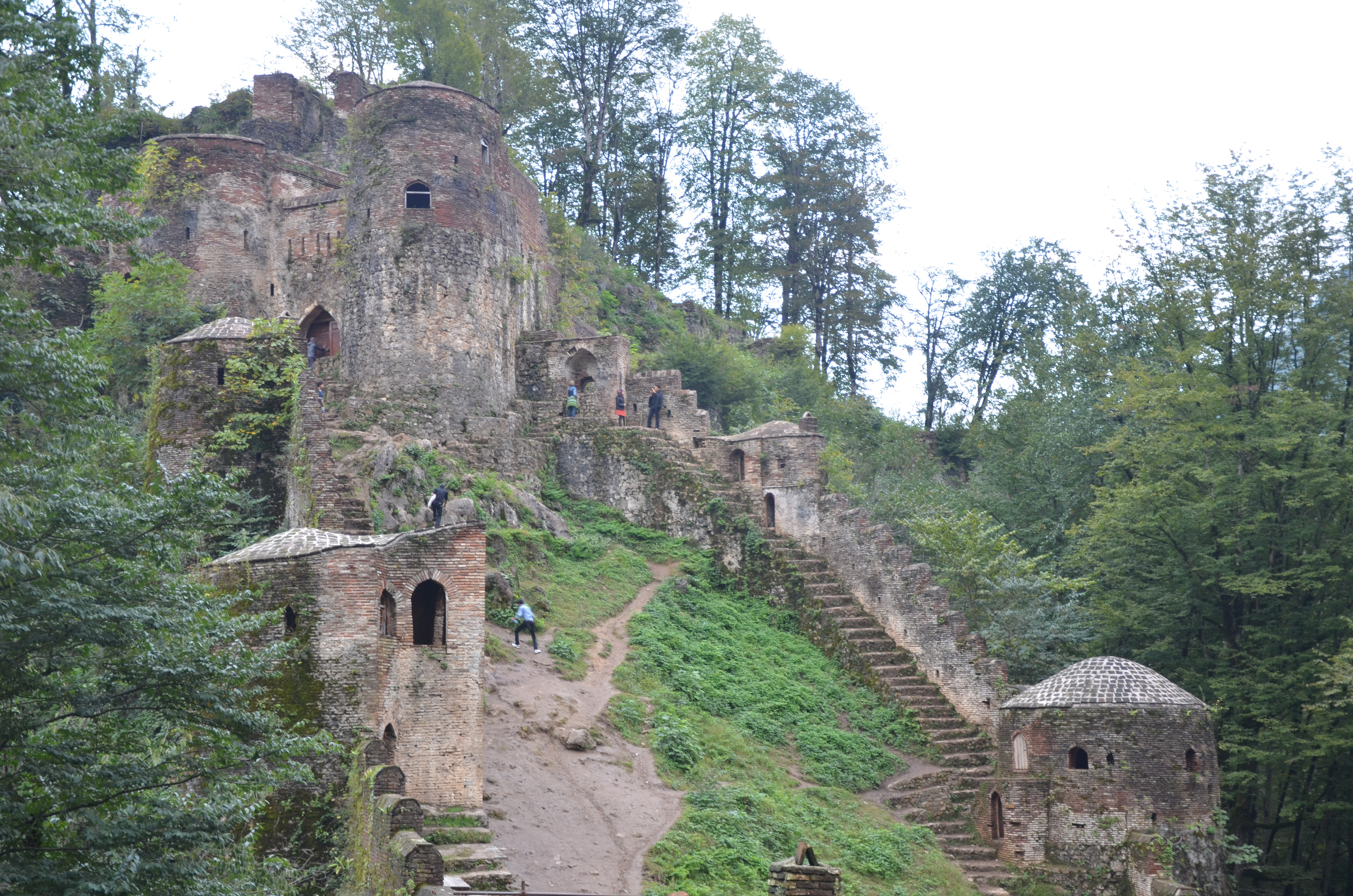
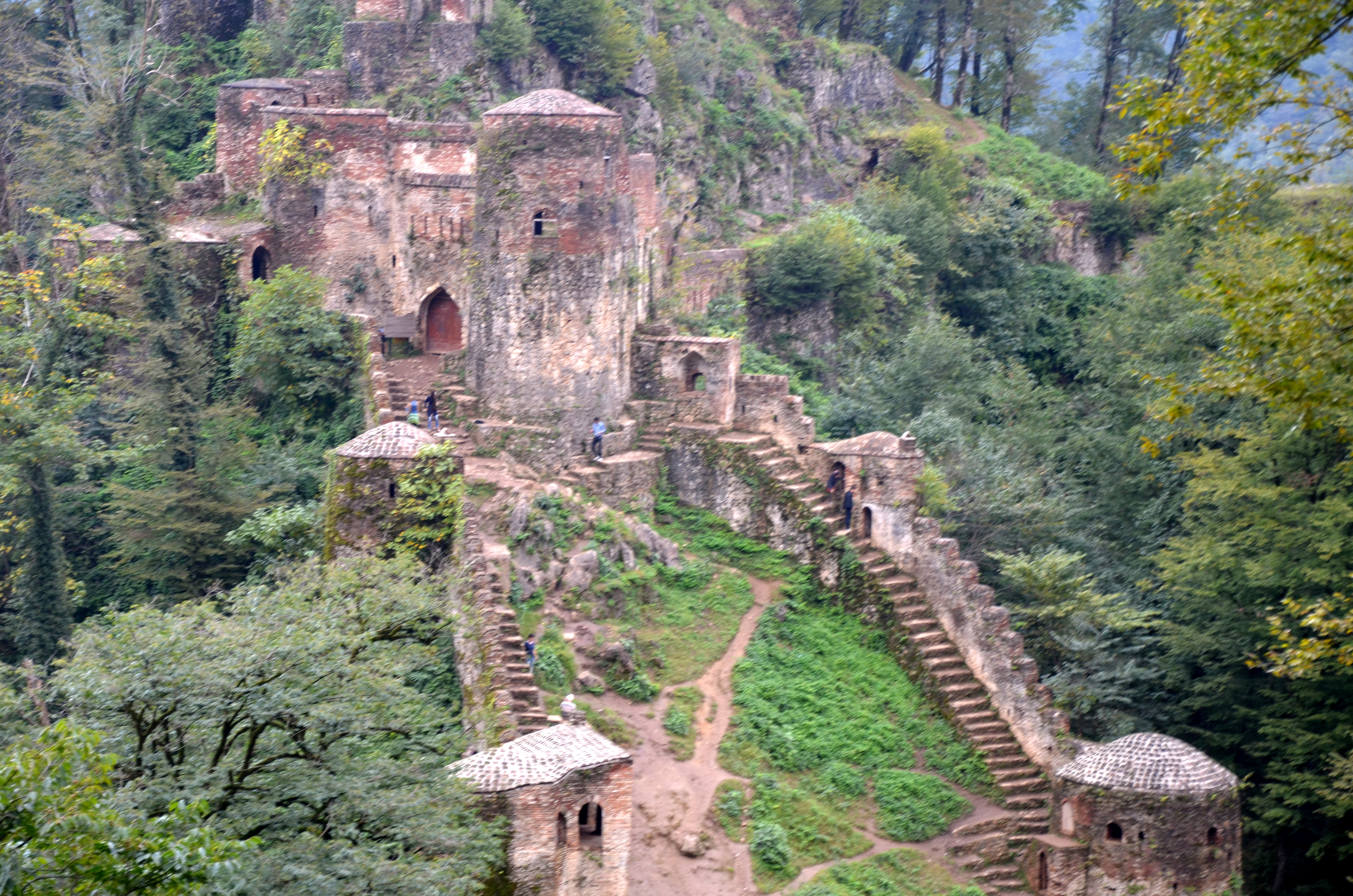
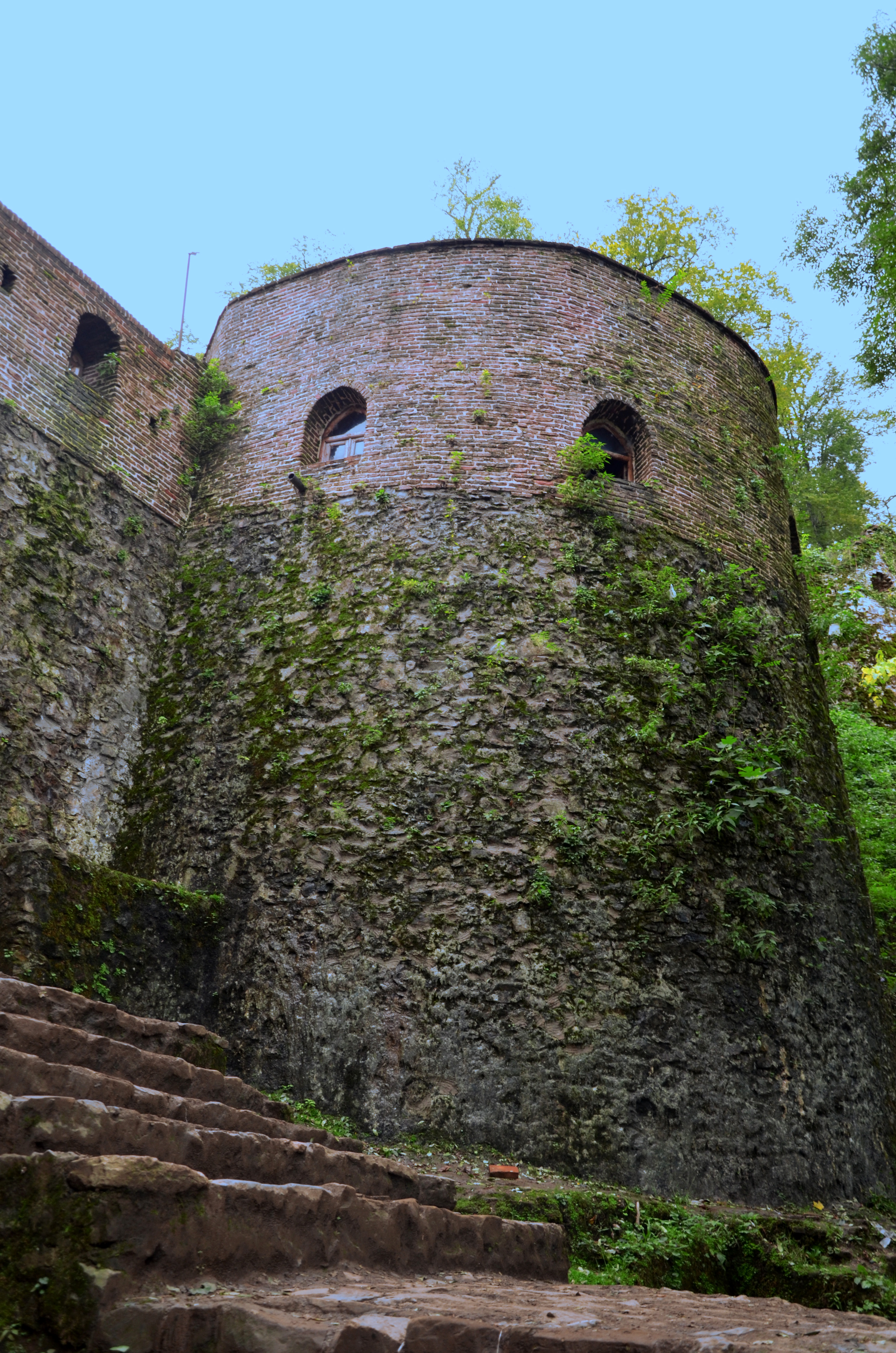
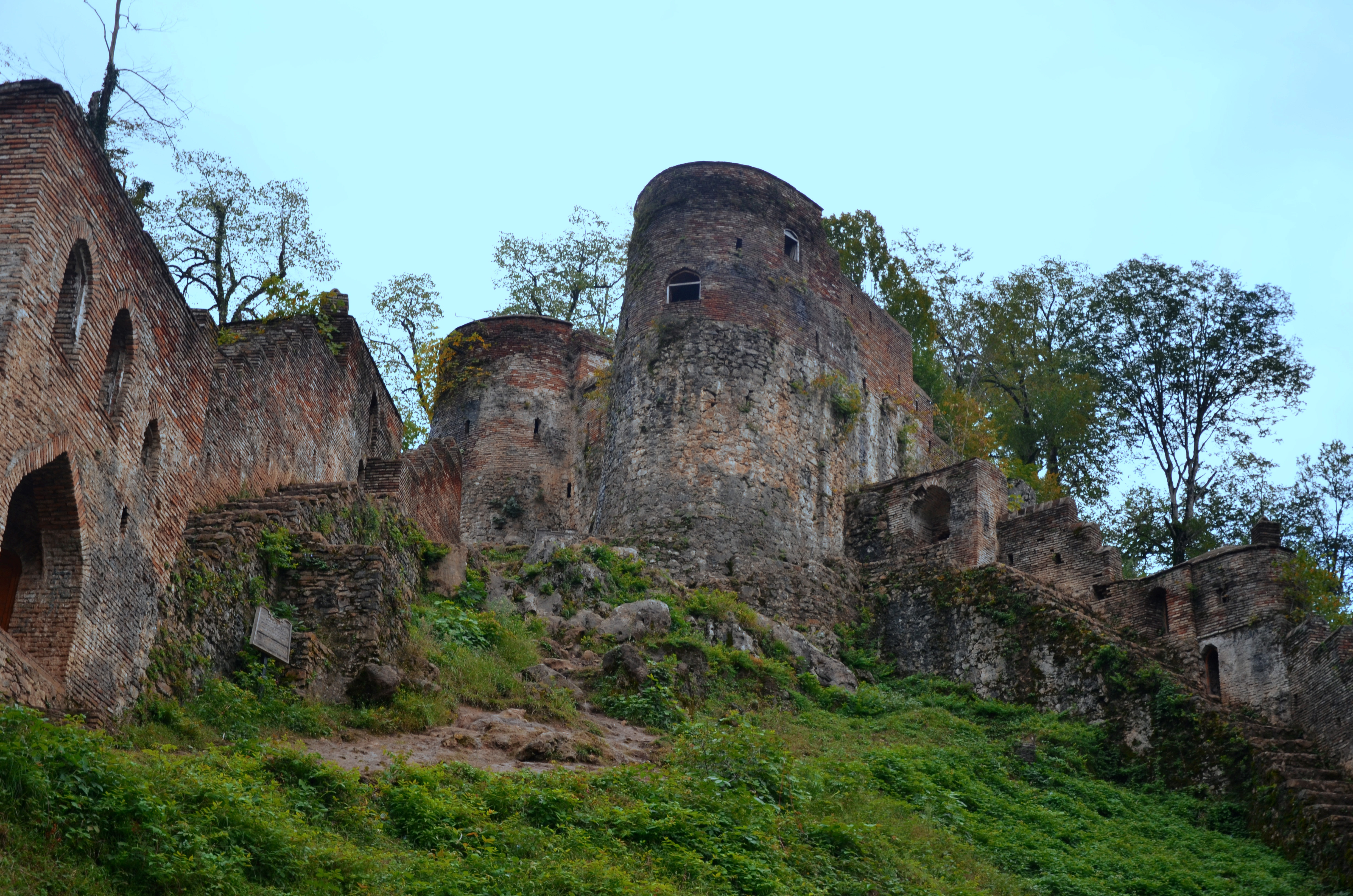